# Церковь Святейшего Сердца Иисуса (Хункоу)

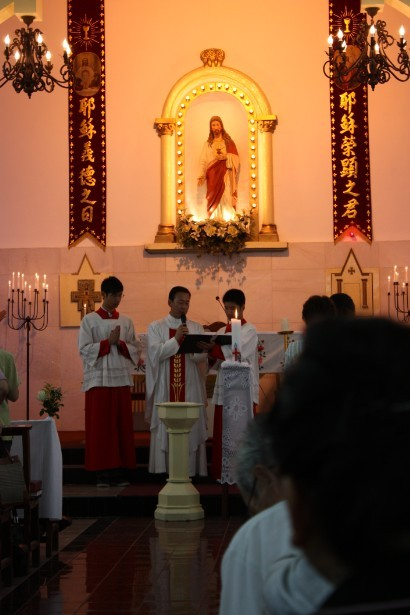
Во время богослужения в церкви Святейшего Сердца Иисуса, Шанхай, Китай

Церковь Святейшего Сердца Иисуса (кит. 虹口耶稣圣心堂) — католическая церковь , находящаяся в районе Хункоу города Шанхая, Китай.

## История
Строительство церкви Святейшего Сердца Иисуса было начато в 1861 году. Церковь была построена в испанском стиле в середине 1874 года. Освящение храма состоялось 29-го ноября 1874 года. Церковь находилась на территории Шанхайского международного сеттльмента, где она была единственной католическим храмом до 1920 года. Церковный комплекс занимал площадь около четырёх гектаров и включал в себя храм, два двухэтажных домов, трапезную и небольшой сад.
Первоначально храм был предназначен для иностранных моряков и для португальцев, проживавших в Хункоу. С 1882 года, когда приход святого Франциска Ксаверия был переведён в другую часть Шанхая, церковь Святейшего Сердца Иисуса стали посещать китайские католики. В 1886 году приход церкви Святейшего Сердца Иисуса насчитывал около шестисот человек. В 1900 году численность прихода насчитывала около двух тысяч человек. Наибольшую численность приход достиг в 1942 году, когда храм посещали около шести тысяч девятьсот человек.
В 1966 году, во время культурной революции, храм был конфискован и в нём до 1980 года располагался часовой завод. Большая часть церковного комплекса в это время была разрушена. В 1980 году оставшаяся часть церкви Святейшего Сердца Иисуса была возвращена шанхайской епархии.
24 декабря 1982 года завершился ремонт церковного здания, который в настоящее время состоит из двух этажей. На первом этаже располагается небольшой зрительный зал, а на втором этаже — собственно церковь, которая вмещает около 300 человек.